# Kei Sanbe
Kei Sanbe (三部 敬, Sanbe Kei) es un mangaka japonés nacido en Tomakomai, Hokaido. Se le conoce bajo el seudónimo de Keisuke Kawara (瓦 敬助, Kawara Keisuke).
Fue nominado en la 40.ª edición de los premios Tezuka celebrados en el 1990, semifinialista en la 41º edición celebrada el año siguiente y nominado en la 18º edición de los premios Tezuka Osame al galardón otorgado por los lectores por el manga Boku dake ga inai machi (僕だけがいない街 lit. 'Una ciudad sin mí'?)

## Biografía
Tras graduarse en el instituto, Kei Sanabe se trasladó a la ciudad de Tokio para estudiar en Tokyo Designer Gakuin Collage (TDG).  Debutó por primera vez como dibujante en la revista de Dengeki Adventures. Durante su estancia en el TDG  aplicó a una oferta de trabajo como asistente en la Shūkan Shōnen Jump para trabajar al cargo de Hirohiko Araki. A pesar de no ser fan de la serie JoJo's Bizarre Adventure, la experiencia le podría permitir aprender sobre el dibujo de paisajes y texturas del ambiente. Finalmente, después de aplicar dos veces a la oferta, Sanabe fue aceptado en el equipo de Hirohiko Araki, en aquel momento la serialización del manga se hallaba en la saga de la Battle Tendency (戦闘潮流 Sentō Chōryū). Con el tiempo Sanabe fue ascendido a asistente principal. Estuvo trabajando con Araki un total de 8 años hasta que finalmente abandono el equipo para dedicarse a su propia carrera como mangaka.   

## Obras
- Testarotho (2001–02)
- Kamiyadori (2004–06)[3][4]
- Kamiyadori no Nagi (2008–2010)[5]
- Hohzuki Island (2008–09)
- Mōryō no Yurikago (2010–12)[6]
- Black Road[7]
- Hataru[8]
- Puzzle
- Nanako-san Teki na Nichijō
- Nanako-san Teki na Nichijō Re
- Nanako-san Teki na Nichijō Dash!!
- Boku dake ga Inai Machi (2012–2016)[9][10]
- Yume de Mita Ano Ko no Tame ni[11][12]
- Mizutamari ni Ukabu Shima[13]